# Xénia Siska
Xénia Siska (Boedapest, 3 november 1957) is een atleet uit Hongarije.
Op de Olympische Zomerspelen van Moskou in 1980 liep Siska voor Hongarije de 100 meter horden.
Ze kwam tot de halve finale, maar finishte daarin niet.
Op de Wereldkampioenschappen indooratletiek 1985 werd Siska wereldkampioene op de 60 meter horden.

## Persoonlijk record
| Onderdeel    | Resultaat | Jaar |
| ------------ | --------- | ---- |
| 100 m        | 11,70     | 1984 |
| 100 m horden | 12,76     | 1984 |
| 400 m horden | 58,18     | 1984 |

| Onderdeel   | Resultaat | Jaar |
| ----------- | --------- | ---- |
| 60 m horden | 7,40      | 1985 |